# Dialetto marateota
Il dialetto marateota è il dialetto parlato a Maratea, comune della provincia di Potenza. Appartiene alla famiglia dei dialetti lucani ed in particolare all'area Lausberg. In particolare i vocalismi rendono questo dialetto quasi uno spartiacque tra lingua napoletana e lingua siciliana.
Il vocabolario si basa principalmente sul latino, ma ci sono forti influenze di greco antico, di osco e di spagnolo.

## Storia
Maratea fu fondata da popolazioni che parlavano osco, per poi passare sotto la dominazione greca. Alla fine dell'Impero Romano il latino perse il suo prestigio come lingua di stato. In seguito alle varie invasioni e conquiste del mezzogiorno d'Italia da parte di bizantini, longobardi, francesi e spagnoli, la città di Maratea fu fortemente soggetta (in quanto scalo marittimo e presidio militare) a tutte le influenze linguistiche che queste dominazioni generavano.

## Esempio linguistico
(Tarantini, pag. 78)

## Caratteristiche

### Grammatica
Per quanto riguarda la grammatica, dal latino provengono la maggior parte dei vocaboli, come crài dal latino "cras"(domani), ìlice dal latino "ilex, -ĭcis"(leccio) e Mìssa ("Santa Messa").
Altri vocaboli provengono dal greco antico, come catòio dal greco κατάγαιος[katagaios] ("locale seminterrato"), caracòio (“chiocciola”) e grissòmmolo dal greco μῆλον [melon] frutto + χρυσοῦς [crysus] d'oro, dorato (albicocca), putìa (“negozio”) dal greco αποθήκη [apothēkē]; anche il nome della città stessa proviene dal greco.
Dall'osco e dalle lingue mediterranee provengono le parole càla ("spiaggia") e timpa ("promontorio"); mentre la parola fùnnicu ("deposito, ripostiglio") proviene dall'arabo.
L'uso, con alcuni verbi transitivi, del complemento di termine al posto del complemento oggetto, deriva dall'influenza della lingua spagnola. Ad esempio, per la frase italiana "Chi devo chiamare?", in dialetto di Maratea si dirà A cu àggi'a chiamà? ("A chi devo chiamare?").
Per quanto riguarda i diminutivi si procede, rispetto all'italiano, sostituendo il gruppo "dd" al gruppo "ll": porceddu ("porcellino"), aineddu ("agnellino"), gattaredda ("gatterella").
Notevoli sono le affinità con i dialetti dei centri limitrofi, ma molti sono anche i "contatti" col siciliano e col sardo (soprattutto per quanto riguarda il vocalismo). Il fatto poi che quasi tutti i vocaboli maschili terminino per u, unita al modo di procedere dei diminutivi, dà al suono del dialetto di Maratea dei punti di contatto con quello sardo. Altra influenza greca è il facile passaggio dalla lettera b alla lettera v, come nelle parole vilància ("bilancia") e vasilicòio ("basilico").

### Vocalismi
Nel dialetto marateota vige il vocalismo alla greca o vocalismo siciliano, convergente sulle vocali estreme, che non ammette distinzioni tra le vocali aperte e quelle chiuse: si ha una convergenza della ī lunga, della ĭ breve e della ē lunga del latino in «i», mentre la ū lunga, la ŭ breve e la ō lunga del latino divengono una «u». La maggior parte delle parole, infatti, ha desinenza "u" o "i", come quaccunu = "qualcuno", focu = "fuoco", scinnemu = "scendiamo", medicinali = "medicinale", anticamenti = "anticamente", cchì = "che".

### Fenomeni linguistici
Sono presenti i fenomeni di aferesi, come in 'nzàlata ("insalata") e di geminazione consonantica.

## Proverbi e canzoni

### IDittéri
I dittéri del dialetto marateota sono dei proverbi della cultura paesana, che racchiudono la saggezza popolare e contadina.
Solitamente si dividono per tema.
Dittéri meteorologici:
- Frivaru curtu e amaru

Febbraio corto e amaro.
- Cielu a picurelle, acqua a catinelle

Cielo a pecorelle, acqua a catinelle.
- Ariu chiaru non ha paura di troni

L'aria chiara non teme i tuoni.
Dittéri moraleggianti:
- L'erva chi non bboi ti nasci a l'ortu

L'erba che non vuoi ti nasce nell'orto.
- A ‘u cavaddu iastimatu 'ni luciti u pilu

Al cavallo maledetto gli luccica il pelo.
- S'è di bona razza torni ‘nu iazzu

Se [la pecora] è di buona razza torna all'ovile.
- ’U cane muzzichiti a lu strazzatu

Il cane morde il pezzente.
- Soldi fanu soldi e piducchi fanu piducchi

Soldi fanno soldi e pidocchi fanno pidocchi.
- Nisciunu ti diciti «lavati ‘a faccia ca si megliu ‘i me»

Nessuno ti dice «lavati la faccia che sei meglio di me».
- Genti senza figli né p'amuri né pi cunsigli

La gente senza figli [non va bene] né per amore né per consigli.
Sentenze:
- Cu sputiti ‘ncelu ‘mbaccia li veniti.

A chi sputa in cielo gli torna in faccia.
- Mali e beni in fina veni

Mali e beni vengono in fila.
- Mala nuttata, figlia femmina

Brutta nottata, figlia femmina.
- Cu bella vo' parì guai e pene adda patì.

Chi vuol apparire bella deve soffrire guai e pene.
- Genti ‘i vinu cento ‘ni carriìnu

La gente con il vino ne porta dietro cento.

### Canzoni
Diverse canzoncine, spesso accompagnate dal suono del cupi-cupi, si sono tramandate da generazione in generazione.
La più celebre è la canzone del capodanno, che recita:
Cupi Cupi cu lu bon'annu

quannu è crai è capu d'annu

è ‘na festa principali

e nui vinimu ‘cà a cantà.

Cantamu cu alligrizzi

‘cu piaceri e cuntentizzi

a lu capu di la casa

nui li damu ‘nu bellu vasu;

lu vasu a soricillu

e l'adoramu comu a figliu

lu fligliu e li violi

bbona notti a loru signuri.
(Cupi Cupi con il buon anno / domani è Capodanno / è una festa principale / e noi veniamo qui a cantare. / Cantiamo con allegria / con piacere e contentezza / al padrone di casa / gli diamo un bel bacio / un bacio [pure] al topolino / gli vogliamo bene come al figlio / al figlio e alla viola / buona notte a lor signori.)